# Waléran III de Luxembourg-Ligny
Waléran III de Luxembourg, né à Saint-Pol-sur-Ternoise vers 1355, mort au château d'Ivoy le 12 avril 1415, est comte de Saint-Pol, de Ligny, seigneur de Roussy et de Beauvoir de 1371 à 1415, il est également seigneur de Fiennes et châtelain de Lille.

## Biographie
Il est le fils de Guy, comte de Ligny, et de Mahaut de Châtillon, comtesse de Saint-Pol. Son nom vient du fait qu'il est un descendant de 5e génération de Henri V, comte de Luxembourg, appartenant donc à la branche française de la maison de Luxembourg.
En 1386, dans l'affaire Carrouges-le Gris, il est nommé "plège" (ou second) du parti de Jean de Carrouges.
Charles VI le charge de négocier la paix à Londres (1396) et le nomme 1er gouverneur de Gênes le 30 décembre 1396 charge qu'il exerce du 18 mars 1397 jusqu'en 1398.
Pendant la démence du roi, le duc de Bourgogne, dont il est partisan dévoué, lui fait donner la grande maîtrise des Eaux et Forêts en 1402, puis la charge de Bouteiller de France le 29 octobre 1410 puis celle de connétable de France après le 5 mars 1411.
Embarquant à Harfleur, il débarque sur l'île de Wight en 1403 avec un fort parti de nobles et la ravage. En mai 1405, alors capitaine de Picardie et du Boulonois, il assiège le château de Merck des anglais à une lieue de Calais et le prend de force. Il établit à Paris la milice des Écorcheurs, et bat plusieurs fois les Armagnacs en Normandie. Il doit quitter Paris avec le parti bourguignon en 1413 et met le siège devant Neufville sur Meuse en 1414 puis meurt peu après dans son château d'Yvvis où il est enterré. Le fils cadet de sa fille lui succède.

## Alliances
Alors qu'il est au service de Charles V, roi de France, il tombe entre les mains des Anglais et, pendant sa captivité, épouse en 1380 Maud Holland († 1392), veuve d'Hugues de Courtenay (en), fille de Thomas de Holand et de Jeanne de Kent (Jeanne est la mère de Richard II, roi d'Angleterre par son second mariage avec Edward 'Le Prince Noir' de Woodstock - ce qui fait de Maud Holland la demi-sœur utérine de ce roi). Il leur naît une fille :
- Jeanne de Luxembourg-Saint-Pol († 1407), qui épouse Antoine de Bourgogne (1384 † 1415), duc de Brabant et de Limbourg.

Veuf, il se remarie en 1393 avec Bonne de Bar († 1400), fille de Robert Ier, duc de Bar et de Marie de France, mais ils n'ont pas d'enfant.
De sa liaison avec Agnès de Brie, il a en 1400 un fils bâtard, l'amiral Jean Hennequin de Luxembourg.